# Jacopone da Todi

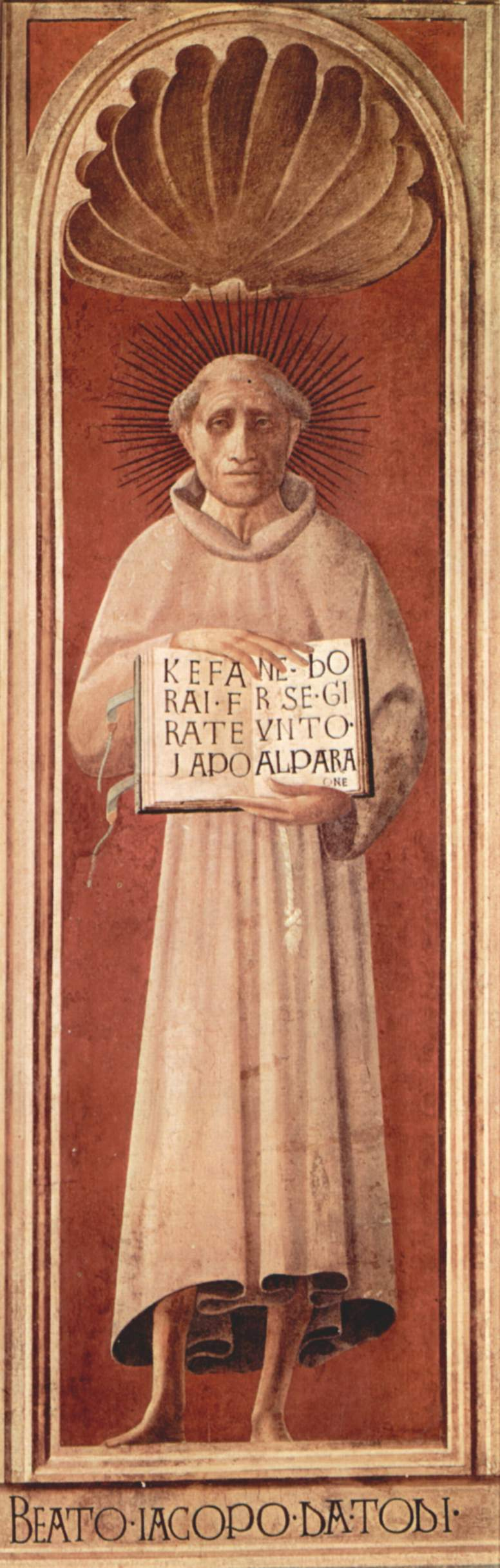

Jacopone da Todi, eigenlijk: Jacopo de' Benedetti (Todi, ca. 1230 – klooster Collazzone, 25 december 1306) was een Italiaans dichter.
Hij stamde uit een adellijke familie en leidde tot 1268 een werelds leven. Na de dood (ten gevolge van een ongeluk) van zijn vrouw door mystieke vervoering bevangen, werd hij franciscaans tertiaris. Hij ontpopte zich als een groot dichter van lauden (geestelijke liederen), die zeer vreemd en soms stotend van toon zijn, maar die van een machtige poëtische persoonlijkheid getuigen. Zijn gedialogeerde lauden (devozioni) werden de kiem van het Italiaanse drama. Zeer waarschijnlijk dichtte hij het Stabat Mater.
Da Todi was een fel tegenstander van de verwereldlijking van de Kerk en raakte in zijn laatste jaren in een hevig conflict met paus Bonifatius VIII, die hem in de ban deed en tussen 1298 en 1303 gevangen zette; paus Benedictus XI nam hem weer in de Kerk op.
- Bibsys: 90247416
- Biblioteca Nacional de España: XX835670
- Bibliothèque nationale de France: cb12197319d (data)
- Catàleg d'autoritats de noms i títols de Catalunya: 981058523809806706
- CiNii: DA01994496
- Gemeinsame Normdatei: 119523442
- International Standard Name Identifier: 0000 0001 0902 2079
- Library of Congress Control Number: n79005585
- Nationale Bibliotheek van Letland: 000037365
- MusicBrainz: 67b5fdc6-20a1-4619-87bb-8ca63a081c3c
- Nationale Bibliotheek van Tsjechië: jn19990003949
- Nationale bibliotheek van Australië: 35096543
- Nationale Bibliotheek van Israël: 987007263346805171
- Nationale Bibliotheek van Polen: a0000003087721
- Nationale en Universitaire bibliotheek Zagreb: 000072510
- Nederlandse Thesaurus van Auteursnamen: 070584486
- Réseau des bibliothèques de Suisse occidentale: 02-A005463908
- Istituto Centrale per il Catalogo Unico: CFIV004012
- LIBRIS: 64035
- SNAC: w62f806n
- Système universitaire de documentation: 030587832
- Trove: 825538
- Virtual International Authority File: 54194694
- WorldCat: E39PBJmTrcVQ4cJWHhmxPB8pyd